# 운암지질학상운영위원회
운암지질학상운영위원회는 사회일반의 이익에 공여하기 위하여 공익법인의 설립운영에 관한 법률의 규정에 따라 지질학발전에 공헌한 자를 선발 수상함을 목적으로 1979년 12월 11일 설립허가된 대한민국 과학기술정보통신부 소관의 재단법인이다. 사무실은 서울특별시 서대문구 충정로 3가 63-1 삼창빌딩 9층에 있다.